# 黄景瑜
黄景瑜（ホアン・ジンユー、英: Huang Jing Yu、1992年11月30日 - ）は遼寧省・丹東市出身の中国の俳優である。愛称はJohnny、名前と同音であることから中国語で“くじら”を意味する鯨魚（簡体字：鲸鱼、拼音：jīng yú）など。

## 略歴
映画『オペレーション:レッド・シー』、『ペガサス/飛馳人生(ひちじんせい)』、ドラマ『ハイロイン』『千年のシンデレラ』『破氷行動～ドラッグ・ウォーズ～』等に出演。
麻薬取締捜査をリアルに再現したドラマ『破氷行動～ドラッグ・ウォーズ～』では呉剛（ウー・ガン）、王勁松（ワン・ジンソン）、任達華（サイモン・ヤム）らと共演。同作品は第26回上海テレビフェスティバルにおいて中国三大テレビアワードのひとつ《白玉蘭奨》の“最優秀中国テレビドラマ賞”を受賞。日本ではひかりTVが2020年9月15日より同作品の配信を開始。
第23回上海国際映画祭アジア新人賞入選作品『荞麦瘋長』（英題：Wild Grass、簡体字：荞麦疯长）では、馬思純（マー・スーチュン）、鐘楚曦（チョン・チューシー）らと共に、90年代上海の理想と現実の狭間で葛藤する若者達の役を演じた。
2020年7月に制作発表された麦兆輝（アラン・マック）監督の最新映画『検察風雲（簡体字：检察风云）』では主役、曲胜役での出演が決定。
京都国際映画祭2020では出演作『蕎麦瘋長(Wild Grass)』が、2020東京・中国映画週間では『ワイルドグラス』『香山の春1949』『ロスト・イン・ロシア』が上映された。
2021年3月、ディリラバとの主演ドラマ『ラブ・デザイナー～恋のお仕立てはじめます～』配信開始。
2024年9月、彼の出身地である中国東北地方を舞台にした犯罪捜査・麻薬取締ドラマ『雪迷宮』のヒットを受け、丹東市人民政府は同ドラマで主演を務めた黄景瑜に丹東文化観光大使の称号を授与した

## 出演

### 映画
| 年   | タイトル                    | 役                         | ノート | 脚注                              |
| ---- | --------------------------- | -------------------------- | --- | --------------------------------- |
| 2016 | Guns and Kidneys            | 阿蒙                       | 監督：张猛 原題：枪炮腰花 日本未公開                                                                           | [ 18 ]                            |
| 2018 | オペレーション:レッド・シー | グー・シュン（顾顺）       | 監督：ダンテ・ラム 原題：红海行动                                                                              | [ 1 ] [ 19 ] [ 20 ] [ 21 ] [ 22 ] |
| 2019 | ペガサス/飛馳人生           | リン・ジェントン（林臻东） | 監督：ハン・ハン 原題：飞驰人生                                                                                | [ 23 ] [ 2 ]                      |
| 2019 | ワイルドグラス              | 吴风                       | 監督：徐展雄 “京都国際映画祭2020”、“2020東京・中国映画週間”にて日本公開                                        | [ 24 ] [ 13 ] [ 25 ] [ 26 ]       |
| 2019 | Oversize Love               | 韩冰                       | 監督：张林子 原題：月半爱丽丝 2020年10月30日中国公開、日本未公開                                               | [ 27 ] [ 28 ] [ 29 ]              |
| 2019 | 香山の春1949                | 陈有富                     | 監督：黄建新 原題：决胜时刻 “2020東京・中国映画週間”にて日本公開                                               | [ 30 ] [ 31 ] [ 25 ]              |
| 2020 | ロスト・イン・ロシア        | 大龙                       | ※友情出演 監督：徐崢 原題：囧妈 “2020東京・中国映画週間”にて日本公開                                           | [ 32 ] [ 31 ] [ 25 ]              |
| 2020 | The Procurator              | 李睿                       | 監督：アラン・マック 原題：检察风云 2023年4月中国公開                                                          | [ 33 ] [ 34 ] [ 35 ] [ 36 ]       |
| 2021 | FPU 〜若き勇者たち〜        | 余卫东                     | 監督：李達超 原題：维和防暴队 2022年5月中国公開、“2024東京・中国映画週間”にて日本初上映、2025年1月全国公開予定 | [ 37 ] [ 38 ] [ 39 ]              |
| 2023 | Pegasus 2                   | 林臻东                     | ※友情出演 監督：ハン・ハン 原題：飞驰人生2 2024年2月中国公開                                                   | [ 40 ]                            |

### ドラマ
- ハイロイン　グー・ハイ役　原題：上瘾（2016年）
- Demon Girl Ⅱ　原題：半妖倾城2　努尔哈赤役　（芒果TV/2016年、日本未公開）
- My Story For You　原題：为了你我愿意热爱整个世界[41]　长弓·威役（2018年、日本未公開）
- 千年のシンデレラ[42]　ホーラン・シー（贺兰静霆）役　原題：结爱·千岁大人的初恋（2018年）
- 破氷行動〜ドラッグ・ウォーズ〜（英語版）　李飛役　（2019年）
- ラブ・デザイナー〜恋のお仕立てはじめます〜（中国語版）[43]　原題：幸福，触手可及！[44]　宋凛役（2020年[45]）
- Something Just Like This[46]　原題：青春创世纪[47]　段燃役（愛奇芸/2020年、日本未公開）
- 捜索:24小时-オムニバスドラマ「在一起」より[48][49][50][51]　陆朝阳役（東方衛視ほか/2020年[52]、日本未公開）
- My dear Guardian　原題：愛上特種兵[53][54]　梁牧泽役（湖南衛視/2020年、日本未公開）
- Lucky With You　原題：三生有幸遇上你[55]　侯爵役（東方衛視/2021年[56]、日本未公開）
- 男たちの勲章 〜栄光への旅立ち〜　原題：王牌部队[57][54][58][59]　（愛奇芸、江蘇衛視/2021年[60]　衛星劇場/2022年[61][62]）
- 罪と罰～底流を追いかける～（中国語版）　原題：罚罪[63][64][65]　常征役（愛奇芸/2022年）
- 暗闇の中で輝く瞳（中国語版）　リン・ルーシャオ役　原題：他從火光中走來（愛奇芸/2023年）
- The First Shot（中国語版）　原題：雪迷宫　郑北役（優酷視頻/2024年）[66]

### バラエティ
- Hello!女神[67]（騰訊視頻/2016年)
- Date Superstar　原題：約吧！大明星（騰訊視頻/2016年）
- King of War　原題：王者出撃[68]（騰訊視頻/2017年）
- Let Go Of My Baby 3　原題：放开我北鼻　第3季[69]（騰訊視頻/2018年）
- CHASE ME　原題：追我吧　原題：我吧[70]（浙江衛視/2019年）
- FEEL THE WORLD　原題：慢游全世界[71]（愛奇芸/2019年）
- 一桌年夜飯　第1集　 01期　黄景瑜：香煎炸魚（人民日報数字伝播、浙江衛視、優酷視頻/2020年）
- Mr.Housework 3　原題：做家务的男人第3季[72]（愛奇芸/2021年）
- go fighting! 8　原題：极限挑战[73]（東方衛視/2022年）

## 受賞歴
- 2018年　2018東京・中国映画週間　ゴールドクレイン賞人気男優賞[74][75]（『オペレーション:レッド・シー』）
- 2018年　第34回　大众电影百花奖　最優秀新人賞[51]（『オペレーション:レッド・シー』）
- 2018年　第24回　华鼎奖当代题材电视剧　最優秀男優賞[51]（『千年のシンデレラ』）
- 2019年　第13回　アジア・フィルム・アワード　最優秀新人俳優賞[76]（『オペレーション:レッド・シー』）

## 来日について
2018年2月、番組撮影の為、初来日。青森県奥入瀬を訪れリポートした。
同年10月25日、東京・六本木ヒルズアリーナで行われた「第31回東京国際映画祭」のオープニングイベントに、同映画祭の共催/提携企画である「2018東京・中国映画週間」に参加の面々と共に登場、レッドカーペットを歩き、国内外からの取材に応じた。
同日、「2018東京・中国映画週間」では『オペレーション:レッド・シー』が上映されており、会場となった東京都写真美術館で、同作品に出演の海清（ハイ・チン）と共に舞台挨拶を行う。
翌26日には東京ミッドタウン日比谷ＴＯＨＯシネマズで行われた「2018東京・中国映画週間」閉幕式に出席。
その後、ザ・プリンスパークタワー東京にて行われた「第3回ゴールドクレイン賞授賞式」で人気男優賞を受賞。また同授賞式では『オペレーション:レッド・シー』が最優秀作品賞を受賞。海清と共に登壇し、作品の関係者を代表して受賞の喜びを語った。